# Казачий приказ
Казачий приказ — один из органов военного управления (приказ) в Русском государстве.
Казачий приказ упоминается в записных книгах с 1618 года по 1646 год, по другим источникам упоминается с 1613 (1628) года по 1646 год. Возможно был создан польско-шведскими оккупантами России или Михаилом Фёдоровичем Романовым.

Не позднее апреля 1613 г. был создан особый Казачий приказ, или Казачий разряд, во главе которого встали незнатный дворянин И. А. Колтовский и дьяк Матвей Сомов, служивший в 1607 г. у «царевича Петра», а позднее — у Лжедмитрия II и считавшийся, вероятно, поэтому «специалистом» по казачеству. Казачий приказ ведал личным составом «вольных» казаков, их обеспечением, в том числе распределением приставств, верстанием казаков поместными и денежными окладами. Параллельно с Казачьим приказом некоторые из этих функций исполнял Челобитный приказ, основной обязанностью которого было рассмотрение челобитных, поданных лично царю. — Чем наградил казаков за службу царь Михаил, IV глава. Без союзников, Александр Станиславский, Гражданская война в России XVII века.
Приказ заведовал атаманами, сотниками, есаулами (ведал привилегированной частью казаков) и всем вообще казачьим войском, то есть кормовым и беломестным, служившим в коннице и пехоте как в Москве, так и в других городах России. Донские казаки периодически получая деньги из Москвы, не хотели подчиняться этому Приказу, так как они имели и судились (управлялись), в своих органах власти (Казачий круг) на местах.

## Подчинённые
В те времена было в обычае учреждать казаков по роду их службы, для сторожи при всех пограничных и даже внутренних русских городах, вместе со стрельцами, воротниками, затинщиками, пушкарями и других званий служилыми людьми. Сих казаков называли городовыми и поместными; они имели своих голов и атаманов. Головы стрелецкие из городов и головы казачьи признаваемы были в одинаковой степени. Казачий приказ управлял атаманами и всем казачьим войском, то есть кормовым и белопоместным (владевших землями без платежа податей), служивших в Москве и городах. Об этом приказе упоминается в 1628 и 1646 гг.»— В. Д. Сухоруков
Подчинённых Казачьему приказу (ведал) находилось в Русских городах:  
- Вязьме — два атамана, 4 ясаула, 373 казака.
- Переславле-Резанском — один атаман, 90 казаков.
- Мещоску — один атаман, 1 ясаул, 95 казаков.
- Мосальску — один атаман, 46 казаков.
- Боровску — один атаман, 43 казаков.
- Можайску — один атаман, 2 ясаулов, (?) 7 казаков.
- Борисову 2 атаманов, 87 казаков.
- Козельску — (?) атаманов, 88 казаков.
- Белёве — один ясаул, 55 казаков.
- Зубцове — один ясаул, 81 казак.
- Волоку Ламском 1 ясаул, 25 казаков.
- Ряском — один атаман, 1 ясаул, 62 казака.
- Ельце — один атаман, 1 ясаул, 78 казаков.
- Гремячем — один атаман, 1 ясаул. 38 казаков.
- Карачеве — один ясаул, 56 казаков.
- Сапожке — один атаман, 1 ясаул, 18 казаков.
- Ливнах — один атаман, 29 казаков.
- Ладоге — 104 казака.

Всего в городах, которых ведал Казачий приказ, атаманов 17, ясаулов 15 (14), казаков 1 352 (1 351) человек личного состава. И всего атаманов, ясаулов и казаков 1 381 (1 382) человек личного состава.